# 아네마리 모저프뢸
아네마리 모저프뢸(독일어: Annemarie Moser-Pröll, 1953년 3월 27일~)은 오스트리아의 알파인 스키 선수이다. 1970년대의 중요한 알파인 스키 선수 중 한 명으로 올림픽에서 금메달 2개, 은메달 2개를 획득했다. 또한 세계 선수권 대회에서 금메달 5개를 획득했고, 알파인 스키 월드컵에서 종합 우승 6회를 달성했다. 월드컵 금메달을 총 62개 획득했으며, 이는 2015년에 린지 본이 기록을 갱신하기 전까지 알파인 스키 월드컵 역사상 최다 금메달 획득 기록이다. 또한 월드컵 11경기 연속으로 금메달을 획득하며 월드컵 단일 경기 최다 연속 우승 기록을 세웠다.